# 翼をください (ゲーム)
『翼をください』は、2010年2月26日にskysphereから発売された18禁恋愛アドベンチャーゲームソフト。ゲームブランドskysphereの第1作目である。

## ストーリー
物語の舞台となる汐碕市には天使に関する伝説が多く残っており、主人公の天野光人が通う聖天翔学園もまた、天使が創設したといわれていた。

　天野光人は成績優秀でスポーツもそつなくこなす優等生だが、代わりばえのしない日常に退屈していた。そんな折、学園の掃除当番として閉鎖されている3階建てのB棟の清掃をすることとなる。しかし光人は、掃除をしながら本来ならあるはずのないB棟の４階に入り込んでいた。そこには「聖天翔学園秘密探偵社」という看板があり、中では一人の少女が読書に耽っていた。少女の名は神宮司雛子。これをきっかけに光人は数多くの不思議な現象に巻き込まれながら、汐碕市の天使伝説の秘密に迫ることとなる。

## 主な登場人物
天野光人（あまの みつと）
主人公（プレイヤーキャラクター）。聖天翔学園1年生。成績は優秀であり、いわゆる優等生。代わりばえのしない日常に退屈している。白髪頭。
神宮司雛子（じんぐうじ ひなこ）
聖天翔学園1年生だが光人とクラスは異なる。髪はライトグリーンのくせっ毛で、ショートヘア。聖天翔学園秘密探偵社（通称探偵部）を創設した。光人を探偵部に誘い、ともに天使の謎を解きあかそうとする。おとなしそうだが頑固な生格。推理小説を愛読している。
声:桃井いちご
橘瑠璃火（たちばな るりか）
聖天翔学園2年生。髪はパープル。長髪を束ねており、揉み上げは肩まで伸ばしている。おとなしく上品な立ち居振る舞い。探偵部に迷い猫の捜索を依頼しにくる。
声:葉村夏緒
朝日奈やすら（あさひな やすら）
聖天翔学園1年生で光人と同じクラス。臙脂色の長髪にリボンを飾っている。光人の隣人であり、毎朝主人公に起こされている。幼いころからの縁で、よく光人の家で食事をともにしている。ずぼらな性格で家事や勉強は苦手。テレビゲームを好む。ラクロス部に所属している。
声:倉田まりや
水帆（みずほ）
聖天翔学園第二等部の生徒。水翼とは双子の姉妹。金髪を両側で束ねている。おとなしい性格。かくれんぼをしている時に光人と出会い、探偵部に顔を出すようになる。
声:そらまめ。
水翼（みつば）
聖天翔学園第二等部の生徒。水帆とは双子の姉妹。金髪を片側で束ねている。活発でやや古風な話し方をする。
声:佐藤あゆ
熾永豊（おきなが ゆたか）
聖天翔学園の保健医で、探偵部の顧問でもある。ブロンドの髪を腰の下まで伸ばしている。
声:湖月紅れ葉
稲置涼子 （いなき りょうこ）
聖天翔学園生徒会の役員。黒髪のロングで、肌は白いが手足の一部分が黒い。他人に対して居丈高に振る舞うことが多い。
声:氷室百合
二階堂静香 （にかいどう しずか）
光人たちの同級生。男性だが女装の趣味がある。男女共に人気が高い。図書委員。
声:宮野カヲル
望月一輝 （もちづき かずき）
光人たちの同級生。下ネタが好きでやや軽薄な性格をしている。陸上部。
声:角川竜二
ペリドット
橘瑠璃火が探していた迷い猫。種類はメインクーン。名前は瞳がペリドットの色をしていることによる。

## スタッフ
- 原画：宮田筝治
- キャラクターデザイン：宮田 筝治
- シナリオ:宇奈月けやき
- BGM:岩野 道拓 / 新井 健史

## 参照
1. ↑  http://amatsukami.com/index.php?id=7
2. ↑  http://amatsukami.com/index.php?id=14